# Gangnam-gu
Gangnam-gu (Hangul: 강남구, Hanja: 江南區, Hán-Việt: Giang Nam khu) là một trong 25 khu (gu) của thủ đô Seoul, Hàn Quốc. Quận Gangnam thuộc vào khu Gangnam, nằm ở phía đông nam thành phố, có diện tích 39,5 km², dân số 527,641 người. Đây là một trong những quận giàu có nhất của Seoul.

## Các đơn vị hành chính
Khu hành chính Gangnam-gu quản lý 14 phường (dong) hợp pháp và 22 phường (dong) hành chính:
| Phường          | Phường   | Phường   | Diện tích (km2) | Mật độ  | Dân số (người) |
| Tiếng Anh       | Hangul   | Hanja    | Diện tích (km2) | Mật độ  | Dân số (người) |
| --------------- | -------- | -------- | --------------- | ------- | -------------- |
| Sinsa-dong      | 신사동   | 新沙洞   | 1.9             | 7,538   | 17,873         |
| Nonhyeon 1-dong | 논현1동  | 論峴洞   | 1.25            | 14,100  | 24,077         |
| Nonhyeon 2-dong | 논현2동  | 論峴洞   | 1.47            | 11,227  | 22,439         |
| Apgujeong-dong  | 압구정동 | 狎鷗亭洞 | 2.53            | 10,708  | 28,122         |
| Cheongdam-dong  | 청담동   | 淸潭洞   | 2.33            | 12,157  | 30,056         |
| Samseong 1-dong | 삼성1동  | 三成洞   | 1.94            | 5,840   | 15,186         |
| Samseong 2-dong | 삼성2동  | 三成洞   | 1.25            | 13,021  | 30,000         |
| Daechi 1-dong   | 대치1동  | 大峙洞   | 0.79            | 7,413   | 25,399         |
| Daechi 2-dong   | 대치2동  | 大峙洞   | 2.01            | 13,566  | 41,088         |
| Daechi 4-dong   | 대치4동  | 大峙洞   | 0.73            | 10,111  | 21,128         |
| Yeoksam 1-dong  | 역삼1동  | 驛三洞   | 2.35            | 22,690  | 36,377         |
| Yeoksam 2-dong  | 역삼2동  | 驛三洞   | 1.15            | 14,868  | 36,647         |
| Dogok 1-dong    | 도곡1동  | 道谷洞   | 1.02            | 8,536   | 22,887         |
| Dogok 2-dong    | 도곡2동  | 道谷洞   | 1.02            | 11,961  | 34,709         |
| Gaepo 1-dong    | 개포1동  | 開浦洞   | 1.27            | 5,222   | 13,149         |
| Gaepo 2-dong    | 개포2동  | 開浦洞   | 2.52            | 4,948   | 13,988         |
| Gaepo 3-dong    | 개포3동  | 開浦洞   | 1.24            | 6,484   | 16,014         |
| Gaepo 4-dong    | 개포4동  | 開浦洞   | 1.49            | 7,829   | 18,854         |
| Segok-dong      | 세곡동   | 細谷洞   | 6.36            | 17,199  | 45,141         |
| Ilwon bon-dong  | 일원본동 | 逸院洞   | 2.58            | 8,309   | 24,896         |
| Ilwon 1-dong    | 일원1동  | 逸院洞   | 0.92            | 7,581   | 17,214         |
| Suseo-dong      | 수서동   | 水西洞   | 1.43            | 7,852   | 16,644         |
| Gangnam-gu      | 강남구   | 江南區   | 39.55           | 229,160 | 551,888        |

## Địa điểm du lịch

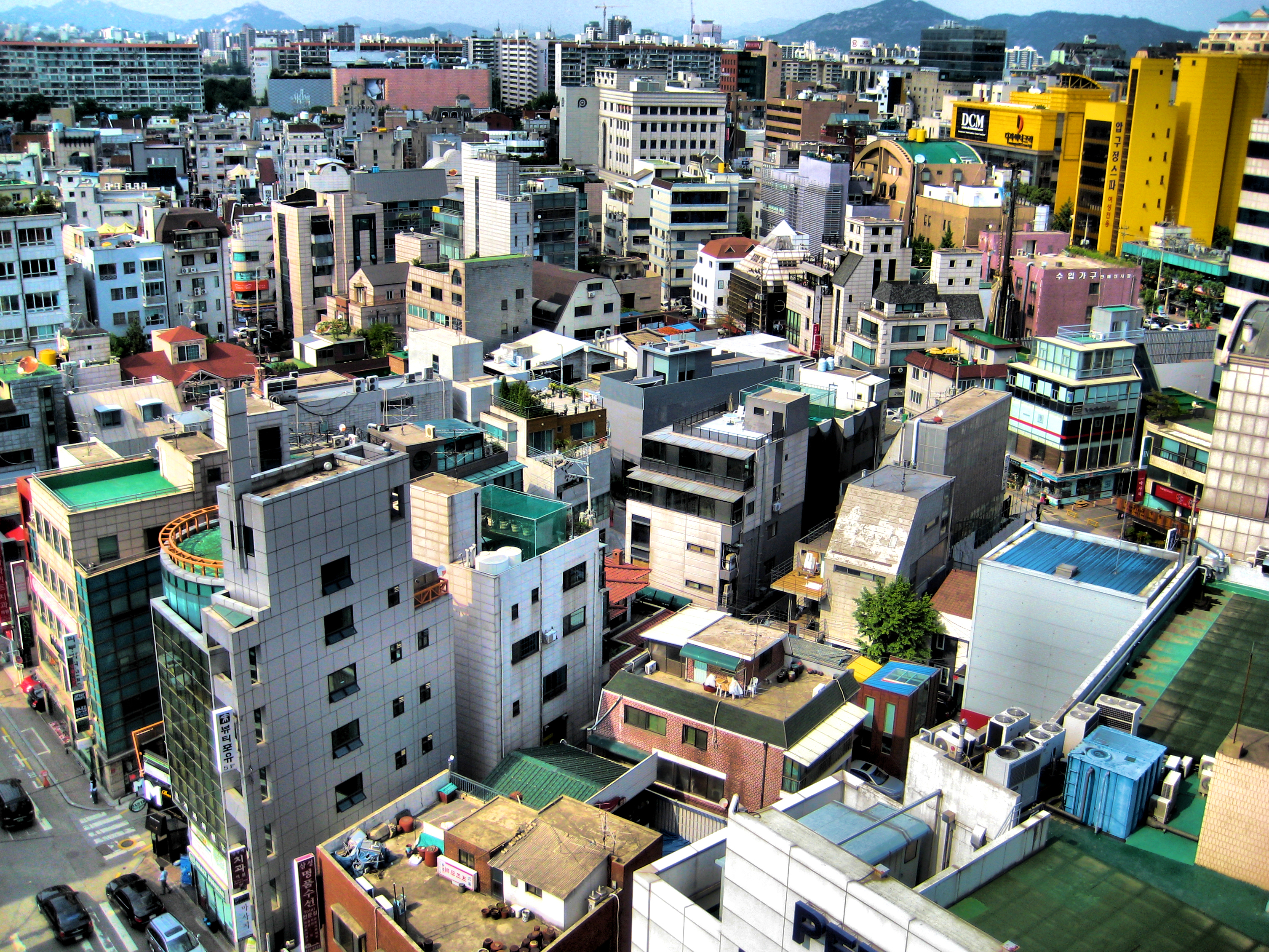
Khu vực dân cư

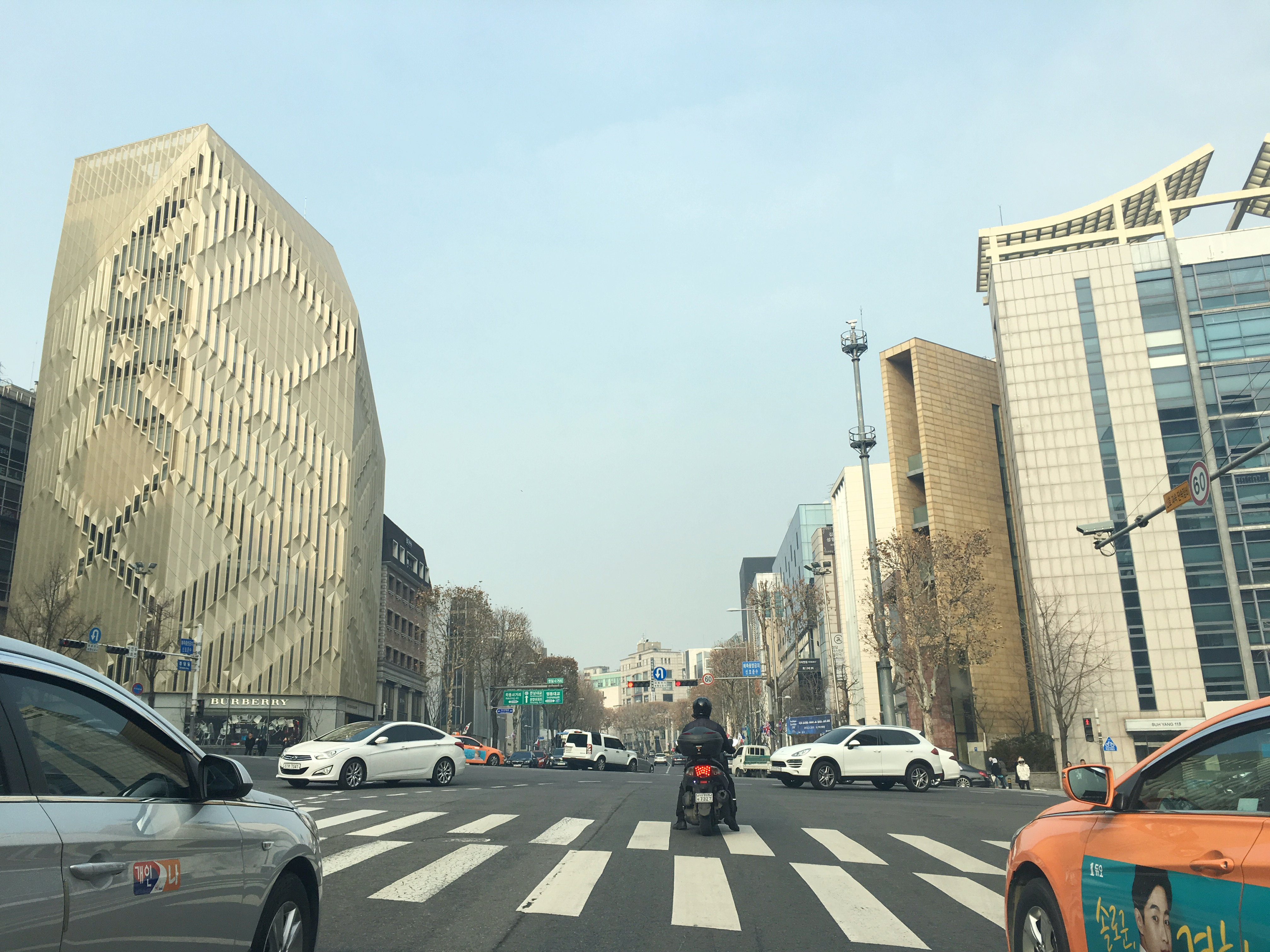
Giao lộ Cheongdam

- Khu Apgujeong-dong, một khu dân cư, khu mua sắm, thời trang ở Gangnam. Khu này được sáng lập bởi Han Myeong-hoe, một viên quan cao cấp của triều đại Joseon. Nơi đây là địa điểm đặt trụ sở của các hãng giải trí hàng đầu Hàn Quốc như SM Entertainment và JYP Entertainment. Café Pascucci cũng là bối cảnh trong phim Beautiful Days.
- COEX Mall, một trung tâm mua sắm tọa lạc bên dưới của Gangnam. Với diện tích 85000 m², đây là trung tâm mua sắm dưới lòng đất lớn nhất Hàn Quốc. Kế bên trung tâm mua sắm là Trung tâm hội nghị và triển lãm COEX.
- COEX Aquarium, là một trong những bể cá lớn nhất Hàn Quốc với hơn 40.000 sinh vật biển.

Đó là một trong những phần của Trung tâm thương mại thế giới Seoul (WTC Seoul), hay còn gọi là COEX.
- Bảo tàng ẩm thực Kim chi, được thành lập từ năm 1986, đây là nơi lưu giữ và truyền đạt nét văn hóa tinh túy của nền ẩm thực Hàn Quốc qua món kim chi. Triển lãm trong bảo tàng tập trung vào lịch sử hình thành và tầm quan trọng của món ăn kim chi trong ẩm thực Hàn Quốc.  Bảo tàng thu thập những số liệu thống kê liên quan đến kim chi, như quá trình chế biến kim chi...
- Khu mộ Seolleung và Jeongneung: Đây là khu mộ hoàng gia của triều đại Joseon, là nơi yên nghỉ của hai vị vua của triều đại Joseon và nữ hoàng Jeonghyeon.

Vào năm 2012, bản nhạc K-pop "Gangnam Style" được trình diễn bởi ca sĩ PSY nói về quận này, nhạc video cũng được quay ở đây. Gangnam càng nổi tiếng quốc tế khi bản nhạc này được giới trẻ trên thế giới ưa thích. Trong nhạc video, PSY được thấy nhảy trên đỉnh của ASEM Tower với Trade Tower ở đằng sau. 2 tòa nhà này là một phần của World Trade Center Seoul (WTC Seoul), được biết tới là COEX.

## Di chuyển
Quận Gangnam được phục vụ bởi Tàu điện ngầm Seoul tuyến 2, Tàu điện ngầm Seoul tuyến 3, Tàu điện ngầm Seoul tuyến 7, Tàu điện ngầm Seoul tuyến 9, Tuyến Bundang và Tuyến Shinbundang.
- Tổng công ty Đường sắt Hàn Quốc
  - Tuyến Suin-Bundang
(Seongdong-gu) ← Apgujeongrodeo – Văn phòng Gangnam-gu – Seonjeongneung – Seolleung — Hanti — Dogok — Guryong — Gaepo-dong — Daemosan — Suseo → (Songpa-gu)
- New Seoul Railroad, Shinbundang Railroad
  -  Tuyến Shinbundang
Sinsa — Nonhyeon — Sinnonhyeon — Gangnam → (Seocho-gu)
- Tổng công ty Vận tải Seoul
  -  Tàu điện ngầm Seoul tuyến số 2
(Songpa-gu) ← Samseong — Seolleung — Yeoksam — Gangnam → (Seocho-gu)
  -  Tàu điện ngầm vùng thủ đô Seoul tuyến số 3
(Seongdong-gu) ← Apgujeong — Sinsa → (Seocho-gu) ← Maebong — Dogok — Daechi — Hangnyeoul — Daecheong — Irwon — Suseo – (Songpa-gu)
  -  Tàu điện ngầm Seoul tuyến số 7
(Gwangjin-gu) ← Cheongdam — Văn phòng Gangnam-gu — Hak-dong — Nonhyeon → (Seocho-gu)
  -  Tàu điện ngầm Seoul tuyến số 9
(Seocho-gu) ← Sinnonhyeon — Eonju — Seonjeongneung — Samseongjungang — Bongeunsa → (Songpa-gu)
- SR
  - Đường sắt cao tốc Suseo–Pyeongtaek ( Đường sắt cao tốc Suseo)
  - Suseo → (Hwaseong-si, Gyeonggi-do)

## Các đơn vị kết nghĩa
| - Buyeo, Hàn Quốc - Quận Chaoyang, Bắc Kinh, Trung Quốc - Cheorwon, Hàn Quốc - Ganghwa, Hàn Quốc - Gapyeong, Hàn Quốc - Icheon, Hàn Quốc - Jinju, Gyeongsang Nam, Hàn Quốc | - Riverside, California, Mỹ - Sinan, Hàn Quốc - Tongyeong, Hàn Quốc - Woluwe-Saint-Pierre, Bỉ - Kaslik, Liban - Yeongju, Hàn Quốc - Quận Zhongshan, Dalian, Trung Quốc - Fredericton, New Brunswick, Canada - Jersey Shore, Pennsylvania, Mỹ |